# قمر بني هاشم (مسلسل)
قمر بني هاشم، مسلسل تاريخي سوري يتناول سيرة محمد رسول الله صلى الله عليه وسلم كاملة في 30 حلقة. المسلسل من إنتاج وإخراج محمد الشيخ نجيب. كتب الدكتور محمود عبد الكريم السيناريو وقام بالمراجعة التاريخية واللغوية الدكتور محمد مصطفى محمد صالح رئيس قسم الدراسات الإسلامية بجامعة الخرطوم كلية الآداب وقد شارك في المسلسل 220 ممثلا من عدة دول عربية مثل سوريا ولبنان والأردن والسودان وفلسطين.

## قصة
مسلسل تاريخي درامي يروي السيرة النبوية من ولادة عبد المطلب مرورا بتاريخ مكة والسيرة النبوية وانتهاء بوفاة الرسول محمد، وهناك تفاصيل لتفسير اللحظات التاريخية والثقافية والاجتماعية والدينية والاقتصادية وفتح واسع لكل جوانب أبواب الحدث.

## الممثلون
- رشيد عساف - حمزة بن عبد المطلب
- باسم ياخور - عبد المطلب
- أسعد فضة - أمية بن خلف
- نجاح سفكوني - أبو سفيان
- تيسير إدريس - أبو جهل
- زهير رمضان - أبو لهب
- عبد الحكيم قطيفان - عبد الله بن أبي ابن سلول
- علي كريم - عتبة بن ربيعة
- جهاد عبده - سعد بن معاذ
- خالد القيش - مصعب بن عمير
- محمد حداقي - الزبير بن العوام
- محمود نصر - زيد بن حارثة
- أمجد الحسين - أسيد بن حضير
- مروان أبو شاهين - ورقة بن نوفل
- فاروق الجمعات - أبو البختري بن هشام
- واصف الحلبي - العاص بن وائل السهمي
- نسرين الحكيم - فاطمة بنت أسد
- رنا شميس - بركة أم أيمن
- مازن عباس - عبد الله بن مسعود
- بسام داود - سعد بن أبي وقاص
- نضير لكود -
- محمد الأحمد - عمرو بن العاص
- جمال نصار - الأسود بن مقصود
- نبيل حلواني -
- جهاد عبيد - عكرمة بن أبي جهل
- أحمد صلان - العباس بن عبد المطلب
- يحيى بيازي - سلمان الفارسي
- زهير درويش -
- منذر فارس -
- محمد رافع -
- نصر شما -
- غسان سلمان -
- عدنان عبدالجليل - الراهب بحيرى
- كفاح الخوص - خالد بن الوليد
- جلال الطويل -
- علي صطوف - عثمان بن حويرث
- عماد عطواني -
- محمد زرزور - عبد الرحمن بن عوف
- هلال خوري -
- حسن إسرب - صفوان بن أمية
- شادي مقرش - أبو حذيفة بن عتبة
- نبيل نعمة -
- حازم حداد -
- فراس الفقير -
- عروة العربي -
- فرزدق ديوب -
- مجد فضة - سعد بن الربيع
- رائد مشرف - سعد بن عبادة
- علاء قاسم - عبيدة بن الحارث
- يوسف المقبل - سعيد بن زيد
- زكي كورديللو - عبد الله بن سلام
- كامل نجمة -
- كميل أبو صعب -
- سامر شقير - عبد الله بن رواحة
- مكي سنادة - النجاشي
- محمد عبد الرحيم قرني - أبرهة
- ياسر عبد اللطيف - بلال بن رباح
- عمار شلق - جعفر بن أبي طالب
- جهاد الأندري - عمار بن ياسر
- ألان الزغبي - سهيل بن عمرو
- عاكف نجم - أبو طالب
- عبد الكريم القواسمي - الوليد بن المغيرة
- محمد العبادي - حكيم بن حزام

بالاشتراك مع
- سحر فوزي - صفية بنت عبد المطلب
- رياض نحاس -
- فيلدا سمور - عاتكة بنت عبد المطلب
- نسيمة ضاهر - سمية بنت خياط
- ريم علي - هند بنت عتبة
- محمود سعيد - ياسر بن عامر
- جيني أسبر - أسماء بنت أبي بكر
- أماني الحكيم - هالة الزهراوية
- صالح الحايك - الراوي
- نظلي رواس -
- عتاب نعيم -
- سوسن أبو الخير -
- وسيم غانم -
- مازن لطفي -
- أكرم التلاوي - حسان بن ثابت
- نهاد عاصي -
- فاضل وفائي -
- زينة ظروف - حليمة السعدية
- نذير دقاق -
- نور الدين داغستاني -
- فاطمة أبو عقل - أم الفضل
- عبد السلام غبور -
- أميل حنا -
- هيثم عساف -
- علاء الحايك -
- دحام السطام -
- ريبال صابوني -
- محمود صوان - صوت علي بن أبي طالب

بالإشترك مع -
- أكرم عساف - حسين أبو سعده - عبد الرحمن قويدر - ايمان خضور - أمير العبد - حسن كريمة - سمير أبو غزالة- حمزة الشيخ - علي طارق زعتر - نهاد إبراهيم - نعمان حاج بكري - ماهر أحمد - سهيل عقلة - هاشم علي - رامي الناشف -حسن صب - أحمد العبود - حسام حامد - باسم يوسف - راكان علي - ربيع محمد - موفق فلاحة - أحمد إسكندر - رامز كامل - حسين العلي - نعمان ونوس - محمد مازن - رمضان ماجد حسن - حمدي مخلوعة - علي الماغوط - باسل خليل - فؤاد قنوع - عبد العزيز أملح - أحمد مرعشلي - رامي عيسى - علي الإبراهيم - فراس ضاهر - أدهم السيد - غسان مارديني - شادر الأزرعي - مصطفى سليم حلبي - مسلم خباز - لوي فايز - إيهاب إدريس - راندي الحلبي - خبيب بن عدي - رنا محمد - عمر الدياب - رسلان رسلان - نورس إبراهيم - ديب اللافي -علي عبد الله - فراس الشيخ - حسان الحسكي - أحمد وسوف - حبيب يوسف - ربيع صلاح الدين - صالح عبد الله - شادي عاشور - مهند البدوي - رامي الأحمد - هيفاء قاسم - أنور الشامي - محمد شامية - أحمد مقدرية - مجدولين توكلنت - ملهم برهوم - ولات علي -أيات الرداوي - فاتن حسن - مأمون مرعي - بشرى الأسطا - محمد الظاهر - ثائر أحمد - نذير سمورر - نبيل لكة - عبد الرحمن بكور - موفق أبو نعسان - ميسر نجار - سامر عبظو - فراس حسين - محمد فادي بغدادي - محمد خير فزع - زكريا حمد - محمد الناصر - ميادة إبراهيم - ياسمين جعفر - حسنة أبو الزين - ذكرى سفر - ياسين توكلنا - زاهر مارديني - محمد الرفاعي - عاطف الزعبي - ايهاب قهوجي - تغريدي البلبة - جومي العض - وسام نجم الدين - محمد سعود - خديجة إسماعيل - سارة ساعاتي - حسن النعسان - رامي ديب
- أيمن السالك - صوت أبي بكر الصديق
- خالد حيدر - صوت عمر بن الخطاب
- باسل الرفاعي - صوت عثمان بن عفان
- القارئ - رضوان درويش

يعد من أكبر الإنتاجات العربية التاريخية بتكلفة مليون ونصف مليون دولار.